# Wibrioza
Wibriozy – grupa chorób zakaźnych ludzi i zwierząt, wywołanych przez przecinkowce (Vibrio), z wyjątkiem tych będących przyczyną cholery (V. cholerae). 
Do najczęstszych czynników etiologicznych u ludzi należą: 
- nietoksynotwórcze szczepy V. cholerae,
- V. vulnificus,
- V. parahaemolyticus,
- V. alginolyticus[1].

Do zakażenia dochodzi na drodze pokarmowej przez wodę, nieprzetworzoną żywność (owoce morza, zwłaszcza ostrygi), jak również na drodze kontaktowej przez spojówki, uszy i uszkodzoną skórę.